# David Ury
David Brian Ury (Sonoma, 30 september 1973) is een Amerikaans acteur, stemacteur en standup-komiek.

## Biografie
Ury werd geboren en groeide op in Sonoma, en is een afstammeling van kunstschilder Lesser Ury. Hij leerde vloeiend Japans praten toen hij studeerde op een college in Tokio. In Japan werkte hij als vertaler voor films, televisie en mangastrips. Hij heeft meer dan 150 boeken vertaald van Japans naar het Engels.
Ury begon in 2002 met acteren in de televisieserie Malcolm in the Middle, waarna hij nog meerdere rollen speelde in televisieseries en films.

## Filmografie

### Films
Uitgezonderd korte films.
- 2023 Do Not Watch - als Spiff
- 2022 Babylon - als fan
- 2022 1-800-Hot-Nite - als Bill
- 2020 Birds of Prey - als Sleazy Breeder
- 2020 Kajillionaire - als kassier minimarkt
- 2020 Faith Based - als Gerry
- 2019 3 from Hell - als Travis O'Rourke
- 2019 Loners - als Larry Bressert
- 2017 Escaping Dad - als Trucker Pete
- 2017 Cockroaches - als Edward
- 2016 A Cinderella Story: If the Shoe Fits - als Freddie Marks
- 2016 Fear, Inc. - als Pete
- 2016 31 - als schizo-hoofd
- 2015 Little Boy - als sir Pent
- 2014 Lake Los Angeles - als Dan Dan
- 2013 Coffee Town - als dakloze
- 2012 Pearblossom Hwy - als Garr Booth
- 2012 The 41-Year-Old Virgin Who Knocked Up Sarah Marshall and Felt Superbad About It - als Yes man
- 2009 Lost & Found - als hotelklerk
- 2009 The Revenant - als overvaller
- 2008 Parasomnia - als eigenaar platenwinkel
- 2008 Black Widow - als Bixler
- 2008 Reversion - als vreemdeling
- 2007 Dash 4 Cash - als Moses
- 2007 National Treasure: Book of Secrets - als barkeeper
- 2007 Shoot 'Em Up - als leider Diner Holdup
- 2006 Dark Ride - als werknemer
- 2006 Last Call - als Shooter
- 2006 Idol - als Japanse fotograaf
- 2006 Intellectual Property - als man met paardestaart
- 2005 The Basement - als de kabelman
- 2004 Paparazzi - als fan
- 2004 Bashing - als manager
- 2004 Able Edwards - als Franklin Wallace
- 2004 Witness 2 Murder - als Roger
- 2003 Killing the Dream - als interviewer / agent / Ron

### Televisieseries
Uitgezonderd eenmalige gastrollen.
- 2020 Outer Banks - als Scooter Grubbs - 2 afl.
- 2018-2019 Lodge 49 - als Champ - 17 afl.
- 2015-2016 Powers - als dr. Death - 8 afl.
- 2014 Grimm - als Hofmann - 4 afl.
- 2013 Maggie - als Dennis - 2 afl.
- 2012 Raising Hope - als Easter Joe - 2 afl.
- 2012 Hollywood Heights - als werknemer benzinestation - 2 afl.
- 2011 Dragon Age: Redemption - als Tinker - 2 afl.
- 2009-2011 Zeke & Luther - als Don - 11 afl.
- 2009 Breaking Bad - als Spooge - 2 afl.
- 2008-2009 Life - als hardcase - 2 afl.
- 2006 Heroes - als Super - 2 afl.

- International Standard Name Identifier: 0000 0001 1752 9857
- Library of Congress Control Number: n2005024498
- Nationale Bibliotheek van Israël: 987007320833605171
- Virtual International Authority File: 26469387
- WorldCat: E39PBJbRhyDCRwTMyTyVFQ3G73